# Rana Mohammad Hanif Khan
Rana Mohammad Hanif Khan (Urdu رانا محمد حنیف خان; * 1921 in Garhshanker, Punjab, Britisch-Indien; † 4. Januar 2005 in Chichawatni, Sahiwal, Pakistan) war ein pakistanischer Politiker.

## Leben
Hanif Khan besuchte das Government College in Ludhiana und absolvierte nach dem Schulabschluss ein Studium der Rechtswissenschaften. Er erhielt seine anwaltliche Zulassung als Barrister an der Anwaltskammer (Inns of Court) von Lincoln’s Inn und nahm nach seiner Rückkehr eine Tätigkeit als Rechtsanwalt auf. Er trat der am 30. November 1967 vom Großgrundbesitzer und Rechtsanwalt Zulfikar Ali Bhutto gegründeten Pakistanischen Volkspartei PPP (Pakistan Peoples Party) bei und wurde für diese 1970 zum Mitglied der Nationalversammlung gewählt.
Während der Regierung von Staatspräsident Zulfikar Ali Bhutto fungierte er zwischen 1971 und 1974 als Minister für Arbeit, öffentliche Arbeiten und kommunale Körperschaften. Im Zuge einer Kabinettsumbildung am 22. Oktober 1974 berief ihn Bhutto, nunmehr Premierminister, als Nachfolger von Mubashir Hasan zum Minister für Finanzen, Planung und Entwicklung in dessen Kabinett. Dieses Amt hatte er bis zu einer neuerlichen Kabinettsumbildung am 30. März 1977 inne und wurde daraufhin vom bisherigen Minister für Bildung und Provinzkoordination Abdul Hafiz Pirzada abgelöst. Nach dem Militärputsch unter dem Kommando des Stabschefs der Armee, Mohammed Zia-ul-Haq, und der damit verbundenen Verhängung des Kriegsrechts wurde er am 5. Juli 1977 verhaftet.